# Bədəlan
Bədəlan è un comune dell'Azerbaigian situato nel distretto di Masallı. Conta una popolazione di 2 250 abitanti.